# Ka'aper
Ka'aper, chiamato anche, seppur impropriamente, Sheikh-el-Beled (fl. XXVI secolo a.C.), è stato un nobile egizio vissuto durante la V dinastia.
Ebbe il titolo di Capo dei sacerdoti lettori a Menfi e fu inoltre governatore del Basso Egitto durante il regno di Userkaf.

È noto principalmente per la celebre statua lignea che lo rappresenta, rinvenuta nella sua mastaba a Saqqara.

## La statua
Nel 1860, durante gli scavi effettuati da Auguste Mariette nella necropoli di Saqqara, gli scavatori riportarono alla luce la statua che venne prontamente battezzata Sheikh-el-Beled, arabo per "capo del villaggio", a causa della somiglianza con il sindaco locale. Questo nome è rimasto in uso ancora oggi.
Si tratta di una pregevole scultura alta circa 110 centimetri, in legno di sicomoro, che rappresenta il corpulento Ka'aper nell'atto di camminare. È vestito unicamente di una lunga gonna in tessuto e nella mano sinistra impugna un bastone del potere.

Lo straordinario realismo del viso è in buona misura dovuto alla profondità dello sguardo; grande cura è stata impiegata nella realizzazione degli occhi impiegando rame, bronzo e diversi tipi di quarzo.
La statua è esposta permanentemente al Museo Egizio del Cairo.